# 月ケ瀬インターチェンジ
月ケ瀬インターチェンジ（つきがせインターチェンジ）は、静岡県伊豆市矢熊にある伊豆縦貫自動車道（天城北道路/天城峠道路）のインターチェンジである。

## 接続する道路
- 国道414号（下田街道）
- 国道136号（下船原バイパス[1]）

## 歴史
- 2018年（平成30年）11月26日 : IC名称が「天城湯ヶ島IC（仮称）」から「月ケ瀬IC」に正式決定[2]。
- 2019年（平成31年）1月26日 : 大平IC - 月ケ瀬IC間開通に伴い、供用開始[2]。

## 周辺
- 天城ふるさと広場（新天城ドーム）
- 伊豆市立天城中学校
- 伊豆慶友病院
- 道の駅伊豆月ケ瀬

## 隣
E70 伊豆縦貫自動車道（天城北道路/天城峠道路）
大平IC  - 月ケ瀬IC - 茅野IC